# Buesekund
Buesekund er en enhed til måling af vinkler som svarer til 1/3600 grad og 1/1296000 cirkel.
Buesekund angives med '' f.eks. 32°17'58''.
Der går 60 buesekunder på 1 bueminut.
| Grader (°) | Bueminutter (') | Buesekunder ('') |
| ---------- | --------------- | ---------------- |
| 1          | 60              | 3.600            |
| 0,0166667  | 1               | 60               |
| 360        | 21.600          | 1.296.000        |